# Schrems (Dolna Austria)
Schrems – miasto w Austrii, w kraju związkowym Dolna Austria, w powiecie Gmünd. Według Austriackiego Urzędu Statystycznego liczyło 5 592 mieszkańców (1 stycznia 2014).